# Столпы (Житомирская область)
Столпы (укр. Стовпи) — село в  Украине, находится в Барановском районе Житомирской области.
Код КОАТУУ — 1820686502. Население по переписи 2001 года составляет 179 человек. Почтовый индекс — 12713. Телефонный код — 4144. Занимает площадь 1 км².

## Адрес местного совета
12712, Житомирская область, Барановский р-н, с.Хижовка